# 21427 Райангаррісон
21427 Райангаррісон (21427 Ryanharrison) — астероїд головного поясу, відкритий 31 березня 1998 року.
Тіссеранів параметр щодо Юпітера — 3,627.